# Jessica Gunning
Jessica Gunning (Holmfirth, 1 januari 1986) is een Britse actrice.

## Biografie
Gunning doorliep de middelbare school aan de Holmfirth High School in Kirklees, hierna studeerde zij aan het Rose Bruford College in Londen waar zij in 2007 haar diploma haalde.
Gunning begon haar acteercarrière in het Royal National Theatre in Londen waar zij onder andere speelde in Much Ado About Nothing.
Haar eerste televisieoptreden was een gastrol in de kortlopende televisieserie It's Adam and Shelley, in 2007.

## Filmografie

### Films
- 2010 Lizzie and Sarah - als Branit
- 2014 Pride - als Sian
- 2014 That Day We Sang - als Pauline
- 2015 The Scandalous Lady W - als Mary Sotheby
- 2016 Love Is Thicker Than Water - als Emily
- 2017 What About Barb? - als Barb
- 2020 Summerland - als mrs. Bassett

### Televisieseries
(Uitgezonderd eenmalige gastoptredens.)
- 2009 Life of Riley - als Annie - 2 afl.
- 2009-2014 Law & Order: UK - als Angela - 29 afl.
- 2012 White Heat - als Orla - 6 afl.
- 2013 What Remains - als Melissa Young - 4 afl.
- 2013 Quick Cuts (3 afl., 2013) – Annie - 3 afl.
- 2015-2018 Fortitude - als Shirley Allerdyce - 10 afl.
- 2016 Jericho - als Mabel- 5 afl.
- 2017 The State - als Umm Walid - 4 afl.
- 2017 In the Dark - als DC Sophie Carson - 2 afl.
- 2017 Prime Suspect 1973 - als Kath Morgan - 6 afl.
- 2017-2021 Back - als Jan - 12 afl.
- 2018 Trollied - als Donna - 7 afl.
- 2018 Strike - als Holly Brockbank - 2 afl.
- 2019 MotherFatherSon - als Pam - 23 afl.
- 2021-2022 The Outlaws - als Diane Pemberley - 12 afl.
- 2024 Baby Reindeer - als Martha - afl. 1 t/m 7